# Trochosa papakula
Trochosa papakula este o specie de păianjeni din genul Trochosa, familia Lycosidae. A fost descrisă pentru prima dată de Strand, 1911. Conform Catalogue of Life specia Trochosa papakula nu are subspecii cunoscute.